# Fomeque (kommun i Colombia)
Fomeque är en kommun i Colombia.   Den ligger i departementet Cundinamarca, i den centrala delen av landet, 28 km öster om huvudstaden Bogotá. Antalet invånare är 12 157.